# Bartolomé Leonardo de Argensola
Bartolomé Juan Leonardo de Argensola (Barbastro, Huesca, 26 de agosto de 1562-Zaragoza, 4 de febrero de 1631) fue un poeta e historiador español del Siglo de Oro.

## Biografía
Tras un primer aprendizaje en Barbastro, en 1574 fue a Huesca para cursar estudios de Filosofía y Jurisprudencia, y más tarde estudió Griego, Retórica e Historia Antigua en Zaragoza bajo la dirección de Andrés Escoto. Posteriormente, marcha a la Universidad de Salamanca, donde estudió Derecho Canónico y Teología entre 1581 y 1584. Durante este periodo tuvo ocasión de conocer a Fray Luis de León con quien compartía la afición por los clásicos. Sus primeras composiciones poéticas datan de esta época. Ese mismo año es ordenado sacerdote gracias a una dispensa papal, pues con veintidós años aún no estaba en edad canónica de recibir el ministerio.
Entre 1584 y 1586 Bartolomé y su hermano Lupercio fueron protegidos de Fernando de Aragón y Gurrea, quinto duque de Villahermosa. Ejerció como rector parroquial de los estados del duque hasta la muerte de este en 1592, de donde le vino el apelativo de «rector de Villahermosa». En 1601 fue nombrado capellán de la emperatriz María de Austria y, a su muerte en 1603, recaló en Valladolid, adonde se trasladó la Corte, y de allí a Madrid, en 1609 y 1610, donde publicó la Conquista de las Islas Molucas, encargada por comisión del Conde de Lemos, presidente del Consejo de Indias. En estos años conoce a Cervantes y a Lope de Vega y hace esporádicos viajes a Zaragoza donde era fiscal de la Academia Imitatoria, el más conocido de los cenáculos literarios aragoneses del barroco.
En 1613 acompaña en el séquito de literatos al Conde de Lemos en su partida a tomar posesión del Virreinato de Nápoles, donde participaría de las actividades de la Academia de los Ociosos. A la muerte de su hermano, Lupercio Leonardo de Argensola, ese mismo año, solicitó el cargo que dejaba vacante como cronista de la Diputación del Reino de Aragón, siéndole concedido en 1615. Este mismo año obtuvo una canonjía en la catedral del Salvador de Zaragoza y en 1618 fue nombrado cronista mayor del Reino de Aragón.
Fue coetáneo de Miguel de Cervantes (quien le elogió en el «Canto de Calíope» de La Galatea), de Luis de Góngora y de Lope de Vega. En su obra poética, que tuvo difusión manuscrita hasta ser publicada junto con la de su hermano en 1634, destaca su clasicismo, que entronca con la poesía latina, sin seguir las corrientes conceptistas ni gongoristas de la época. También se opuso, junto con su hermano, a las novedades de la dramaturgia de Lope de Vega. 
Su modelo más imitado es Horacio, traducido impecablemente por los dos hermanos, de quien toman la dicción elegante y la claridad de pensamiento, transmitido por un verso fluido y depurado tras un paciente trabajo de lima y revisión. También admiraron a su coterráneo Marcial, de quien aprendieron el gusto por el epigrama y la sátira, pero siempre huyendo de lo vulgar, así como de la afectación gongorina y el latinismo crudo. Este estilo se refleja en la epístola de Bartolomé que comienza "Don Juan, ya se me ha puesto en el cerbelo":

Al discernir palabras, bien sería

no entretejer las lóbregas y ajenas

con las que España favorece y cría;

porque si con astucia las ordenas

en frase viva, sonarán trabadas

mejor que las de Roma y las de Atenas.

Con tal juntura, no te persüadas

que por humildes te saldrán vulgares,

ni, por muy escogidas, afectadas.

Tenderá, pues, a un estilo diáfano, que no abusa de la metáfora audaz ni de la imagen rebuscada. De su obra poética destacan los sonetos "Por verte, Inés, ¿qué avaras celosías", "Firmio, en tu edad ningún peligro hay leve", "Dime, Padre común, pues eres justo" o el satírico "A una mujer que se afeitaba y estaba hermosa" (muy conocido, aunque su autoría está disputada entre los dos hermanos), y las epístolas morales, composiciones de corte clásico que se caracterizan por la gravedad de su tono y un predominio del espíritu reflexivo. Compuso también canciones, epigramas, sátiras, epístolas y tradujo salmos y odas de Horacio.
Sus obras poéticas fueron recopiladas por su sobrino junto con las de Lupercio, y publicadas bajo el título: Rimas de Lupercio y del doctor Bartolomé Leonardo de Argensola en 1634.
Como cronista diversificó su interés entre varios temas: prosiguió los Anales de la Corona de Aragón de Jerónimo Zurita, escribió Alteraciones populares de Zaragoza en 1591 (revueltas de las que fue testigo junto con su hermano Lupercio) y la Historia de las islas Malucas (1609), a raíz de la conquista de la isla de Ternate. En 1621 publicó "Historia de Aragón para inteligencia de su mapa", se trataba del comentario a un mapa publicado por la Diputación General de Aragón en el que se sumaba a la tesis de Juan Briz sobre la mayor antigüedad del Reino de Aragón sobre el de Navarra, lo cual dio lugar a la publicación en Pamplona, en 1628, de la Historia apologética y descripción del Reino de Navarra y la consiguiente polémica entre historiadores de los dos reinos.

## Obras

### Poesía

#### Completa

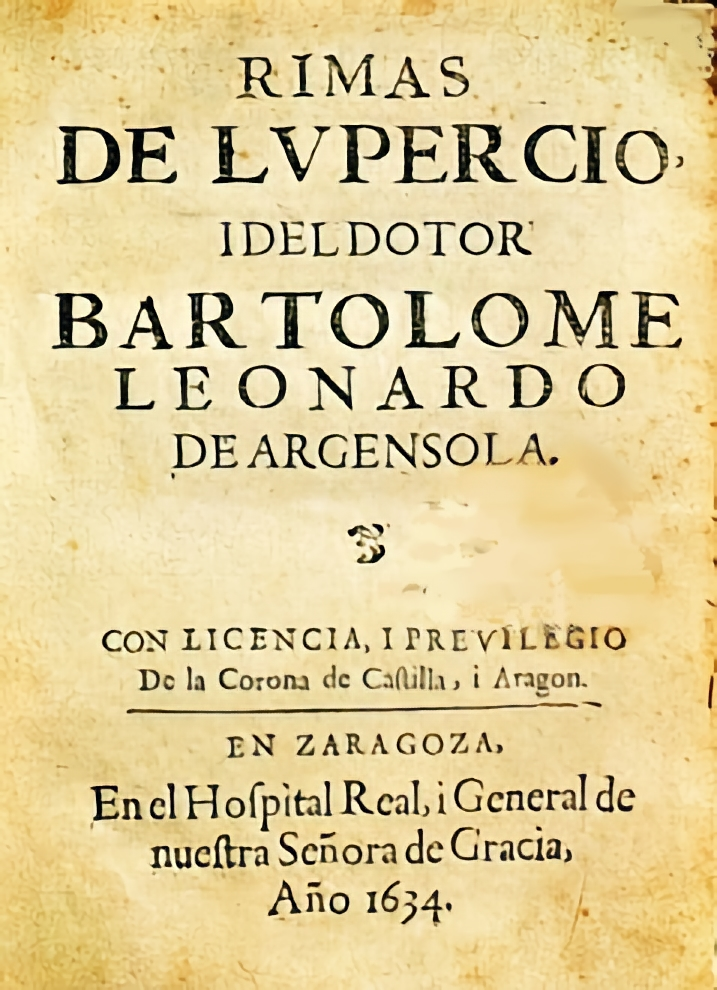
Portada de las Rimas de los Argensola, Zaragoza, 1634.

- Rimas de Lupercio y del doctor Bartolomé Leonardo de Argensola, Zaragoza, s. d., 1634. Se editó posteriormente en Madrid, en 1786, en 4º.

#### Dispersa
- Octavas en alabanza de Orden de la Merced.
- Sátira del Incógnito (manuscrito).

### Prosa
- Discurso historial, s. d., 1590. Publicado en la Memoria dirigida a los Diputados del Reino de Aragón donde solicitaba la plaza de su Cronista.
- Advertimientos a los Diputados del Reino de Aragón de las partes que ha de tener el perfecto coronista. Reflexiones sobre la metodología de la Historia adjuntas al Discurso historial... de 1590.
- Alteraciones populares de Zaragoza. Año 1591. Quedó inconclusa, pues al ser presentada la primera parte en 1624 a los diputados del reino, no fue de su agrado, seguramente porque era demasiado arriesgada. Hay edición actual de Gregorio Colás Latorre (Zaragoza, Institución «Fernando el Católico», 1996). Archivo en pdf
- Apología, Madrid, s. d., 1609. Escrita en defensa de un soneto suyo de que 1604 contra el arte de la esgrima.
- Comentarios a una carta del rey Fernando el Católico. Escrita al conde de Ribagorza, virrey de Nápoles, en defensa de la Real jurisdicción.
- Comentarios para la Historia de Aragón. Estos comentarios son desde el año 1615 hasta el año 1626, manuscrito en el que el autor narra acontecimientos europeos de su historia contemporánea. Durante mucho tiempo se dio esta obra por perdida, pero fue localizada en la Biblioteca Municipal de Zaragoza, ms. 10. En la actualidad existe una edición crítica a cargo de Javier Ordovás Esteban (Zaragoza, Institución «Fernando el Católico», 2016).
- Conquista de las islas Molucas, Madrid, Alonso Martín, 1609. 409 págs. en folio. Fue la obra histórica más conocida en el extranjero de este autor. Traducida al francés (Histoire de la conquête des isles Moluques par les espagnols, par les portugais et par les hollandois, Ámsterdam, Jacques Desbordes, 1706, 3 vols.); al inglés (John Stevens, «The discovery and conquest of the Molucco and Philippine Islands», en A new collection of voyages and travels, Londres, J. Knapton, 1708, vol. I; reedición en 1711) y al alemán (Beschreibung der Molukischen Insuln, Frankfurt, M. Rohrlach, 1710, y Continuation der Beschreibung der Molukischen Insuln, 1711; reeditada en 1781).
- Menipo litigante, Demócrito, Dédalo (c. 1585-1598). Tres diálogos más lucianescos que platónicos; el primero es sátira de jueces y abogados, el segundo contra diversos modos de locura de los hombres y el tercero aborda las Alteraciones de Aragón, el caso de Antonio Pérez, la legitimidad de la razón de estado y el desengaño, con alusiones al Somnium Scipionis.
- Primera parte de los Anales de Aragón, que prosigue los del Secretario Gerónimo Zurita desde el año MDXVI del Nacimiento de Nuestro Redentor, Zaragoza, Juan de Lanaja, 1630, en folio. Comprenden desde 1516 hasta 1520. Historia con detalle los primeros cinco años del reinado de Carlos I, con atención también a los hechos americanos. Joaquín Ramírez Cabañas (México, P. Robredo, 1940) editó los capítulos relativos a la conquista mexicana. Actualmente existe una edición filológica a cargo de Javier Ordovás Esteban (Zaragoza, Institución «Fernando el Católico», 2013), que se puede consultar aquí.

Se conservan también varias cartas, en latín y castellano, una de ellas dirigida a Juan Briz Martínez, abad del monasterio de San Juan de la Peña con observaciones sobre un proyecto de Historia de Navarra.

### Traducciones
- Benedicto de Canfield (William Fitch), Regla de perfección, Zaragoza, Juan de Lanaja, 1628. Traducción del latín.
- Metaphrastes, Simón, Vida y martirio de San Demetrio, s. d. Traducción del latín y por encargo de la emperatriz María de Austria.
- Diálogo de Mercurio y la virtud de Luciano, del griego.

### Ediciones
- Por encargo de la Diputación del Reino de Aragón, editó en 1624 una nueva compilación de los Fueros y Observancias del Reyno de Aragón con un prólogo introductorio escrito de su mano.

#### Obra poética
- Biblioteca Virtual Miguel de Cervantes: Títulos digitalizados de Bartolomé Leonardo de Argensola (sonetos).
- Selección poética de Bartolomé Leonardo de Argensola

#### Obra histórica
- Colás Latorre, Gregorio (ed. lit.), Alteraciones populares de Zaragoza, año 1591, Zaragoza, Institución «Fernando el Católico», 1995.
- Ordovás Esteban, Javier (ed. lit.), Anales de Aragón [Prosiguen los Anales de Jerónimo Zurita desde 1516 a 1520], Zaragoza, Institución «Fernando el Católico», 2013. Edición filológica a partir de la de 1630. Incluye un apéndice con adiciones y comentarios de Diego José Dormer y otro con la transcripción de algunos manuscritos relevantes. ISBN 978-84-9911-245-9
- Ordovás Esteban, Javier (ed. lit.), Comentarios para la Historia de Aragón. Estos comentarios son desde el año 1615 hasta el año 1626, Zaragoza, Institución «Fernando el Católico», 2016. Edición crítica a partir del manuscrito autógrafo. ISBN 978-84-9911-405-7.

### Biografía y estudios
- Hermanos Argensola. Portal de la Biblioteca Virtual Miguel de Cervantes.
- Archivado el 28 de enero de 2021 en Wayback Machine. Voz «Argensola, Bartolomé Juan Leonardo de», en la Gran Enciclopedia Aragonesa (en línea)
- Artículos filológicos en edición digital sobre Bartolomé Leonardo de Argensola.
- Retrato de Bartolomé Leonardo de Argensola con un epítome sobre su vida incluido en el libro Retratos de Españoles ilustres, publicado en el año de 1791.
- Otis H. Green, «Bartolomé Leonardo de Argensola y el reino de Aragón», Archivo de Filología Aragonesa, IV, Zaragoza, Institución «Fernando el Católico», 1953, págs. 7-112. ISSN 0210-5624
- Alberto Montaner Frutos, «Leonardo de Argensola, Bartolomé Juan», en Diccionario Filológico de Literatura Española (siglo XVII), P. Jauralde (dir.), Madrid, Castalia, 2010 (Nueva Biblioteca de Erudición y Crítica, 31), vol. I, págs. 679-701.